# Pet Grief
Pet Grief är det andra albumet av The Radio Dept., släppt 2006.

## Låtar
1. It's Personal - 3:38
2. Pet Grief - 3:10
3. A Window - 3:27
4. I Wanted You To Feel the Same - 2:31
5. South Side - 1:16
6. The Worst Taste In Music - 3:21
7. Every Time - 3:44
8. What Will Give? - 4:30
9. Gibraltar - 1:35
10. Sleeping In - 3:31
11. Tell - 3:09
12. Always A Relief - 3:21